# Pyongyang Sinmun
Pyongyang Sinmun é um jornal estatal da República Popular Democrática da Coreia, controlado pelo Partido dos Trabalhadores da Coreia. Sua sede é em Pyongyang.
Fundado em Kim Il-sung em 1 de junho de 1957, o periódico é editado seis vezes por semana, numa tiragem aproximada de 4,3 milhões de exemplares e distribuído nacionalmente.
Em 2005, foi lançado uma versão online na internet e desde 1965, possui uma versão em duas línguas, em inglês e francês, com o nome de The Pyongyang Times. O The Pyongyang Times é distribuído em locais de circulação de estrangeiros, como aeroporto e hotéis, além de mais de 100 países.